# عصر الآلات الروحية
« عندما تفوقت أجهزة الحاسوب على الذكاء البشري»، هو كتاب غير خيالي للمخترع ومستشرف المستقبل راي كوزيل حول الذكاء الاصطناعي والمسار المستقبلي للبشرية. نشر في 1 يناير عام 1999 بوساطة شركةViking , وحظي باهتمام صحيفة نيويورك تايمز, ومجلة نيويورك لمراجعة الكتب ومجلة أطلنتس. يعرض الكتاب رؤية مستقبلية لتطور التكنولوجيا خلال القرن 21، إذ يعتقد كوزيل  بأن التطور يُثبت بأن البشر سيخترعون في قادم الأيام آلات تفوق البشر ذكاءً، وقدم قانونه الخاص بالعوائد المتسارعة ليفسر زيادة تكرار «الحدث الرئيسي» مع مرور الوقت، إضافةً إلى سبب آخر هو تطور القدرة الحسابية لأجهزة الحاسوب بنحو هائل.
يذكر كوزيل بأن هذا التطور هو أحد عوامل اختراع الذكاء الاصطناعي, وعوامل حدثت تلقائيًا، مثلًا: اكتساب المعرفة، وخوارزميات مثل العودية، والشبكات العصبية، والخوارزميات الجينية.
يتوقع كوزيل توفر الآت بمستوى الذكاء البشري في أجهزة حوسبة ميسورة التكلفة في غضون عقدين من الزمن, ما سينتج ثورة في كل نواحي الحياة، إضافةً إلى أن تقنية النانو ستقوي أجسامنا وتعالج السرطان حتى بتواصل البشر بأجهزة الحاسوب عبر واجهات عصبية مباشرةً أو العيش بدوام كامل في الواقع الافتراضي. ستتمتع الآلات بإرادة حرة، بل حتى بتجارب روحية. وسيعيش البشر والآلات متساويان تمامًا إلى الأبد, وسيتوسع هذا الذكاء خارج الكرة الأرضية ليكون قوة كافية تؤثر على مصير الكون. وأعرب النقاد عن تقديرهم لسجل إنجازات كوزيل بالتنبؤات وقدرته على استقراء اتجاهات التكنولوجيا وتفسيراته الواضحة، ولكن الخلاف يكمن في احتمالية وجود حواسيب واعية يومًا ما. يصر كل من الفيلسوف جون سورل وكولن ماكجين على أن الحواسيب بمفردها لا يمكن أن تبتكر آلات ذات وعي. نشر سالر حجته المعروفة باسم حجة الغرفة الصينية, التي صممت لأجهزة الحاسوب التي تلعب الشطرنج, وقد سبقه كوزيل, ويذكر سالر بأن تلك الأجهزة تتعامل فقط مع الرموز المفهومة بالنسبة إليها. إن هذه الحجة إذا ثبتت، ستفسد الكثير من رؤية الكتاب.

## الخلفية
إن راي كوزيل مخترع وريادي في أعمال عدة، وعندما نشر كتاب عصر الآلات الروحية كان بالفعل يمتلك أربع شركات: كوزيل لمنتجات الحواسيب؛ التعرف الضوئي على الحروف ومسح الصور الضوئي لمساعدة المكفوفين, وكوزيل لأنظمة الموسيقى الذي طور المزج الموسيقي مع مضاهاة ذات جودة عالية وباستخدام الآت موسيقية, وكوزيل للذكاء التطبيقي الذي ابتكر تقنية التعرف على الكلام, وكوزيل لنظام التعليم الذي ابتكر تكنولوجيا القراءة طباعة/كلام.
يشير النقاد بأن توقعاته في كتابه السابق عصر ذكاء الآلات قد «تحقق معظمها»، «فقد توقع بدقة خارقة معظم التطورات الحاسوبية المهمة». في التسعينات واصل نشر أفكاره في كتابه «التفرد قريب»، ويعمل راي كوزيل حاليًا في شركة جوجل ويسعى إلى ابتكار ذكاء اصطناعي ذي فائدة، ومن شأنه أن يجعلنا أكثر ذكاءً.

## المحتوى

### قانون العوائد المتسارعة
يستهل كوزيل موضحًا بأن تواتر الأحداث الكونية تباطأ منذ الانفجار الكبير مع وصول التطور إلى مرحلة متقدمة, ولا غرابة في ذلك فالفوضى في تزايد, ولكن الشراكات المحلية المنظمة في تزايد, إذ يوضح كوزيل  كيف أدى التطور الأحيائي إلى التطور التكنولوجي, ثم تطور الحساب، الذي أنتج في النهاية قانون مور.
يكشف كوزيل بأن العديد من قوانينه مرتبطة بهذا التطور, الذي أنتج قانون العوائد المتسارعة الذي يؤكد بأن تسارع الزمن يتناسب طرديًا مع زيادة النظام
ويرى بأن قانون مور سيندثر بحلول العام 2020، ولكن قانون العوائد المتسارعة الذي  يفترض الاستمرار في زيادة سرعة التقدم، ما سيؤدي إلى اكتشاف تقنيات بديلة أو تحسينها في سبيل مواصلة التطور المتسارع.